# 毛用泽
毛用泽（1930年9月1日—2022年3月6日），浙江宁波市人，核技术和探测技术专家，中国工程院院士，中国人民解放军少将。

## 生平
1953年毕业于清华大学。1954年，结业于中国科学院近代物理研究所。
任中国人民解放军总装备部研究员。参与创建中国首次核试验核辐射与放射性效应的测量技术、核爆现场辐射防护监测及高空核烟云取样技术，并指挥了现场实施。参于创建并发展了中国核爆辐射防护剂量学、探测学、系列监测装备等。参与创建中国民用核设施的急辐射监测。参与创建中国核仪器的标准化技术。建立了完善的核监测专业教育培养体系。
1995年，当选为中国工程院院士。